# Phytometra viridaria

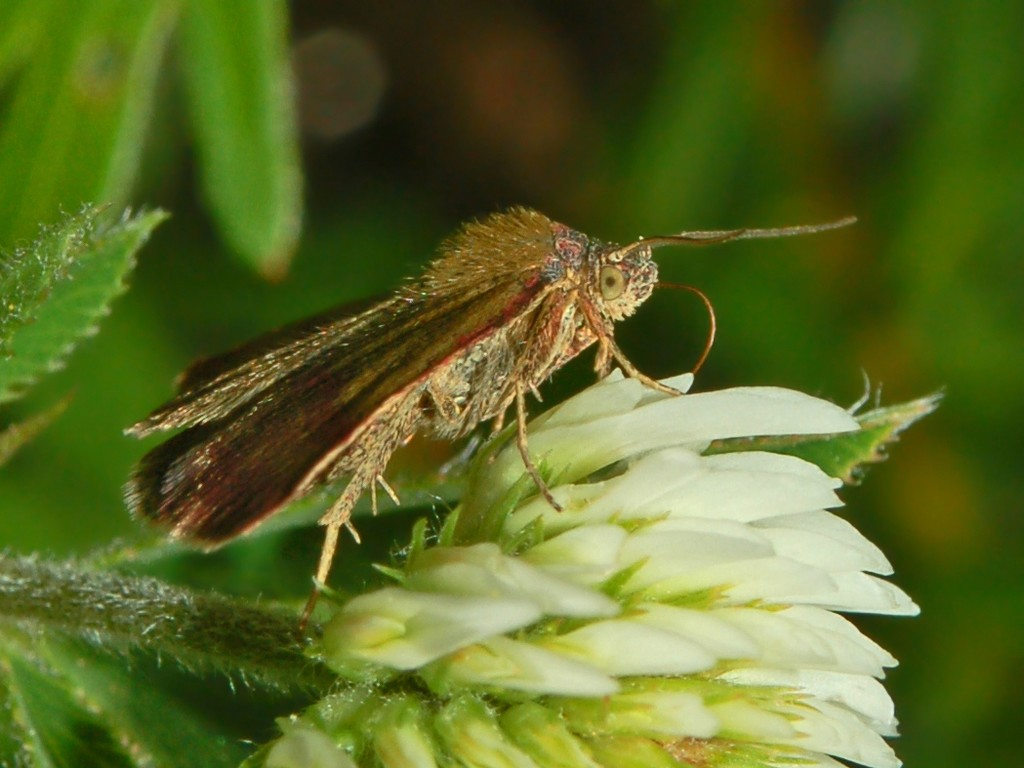
Lateral view

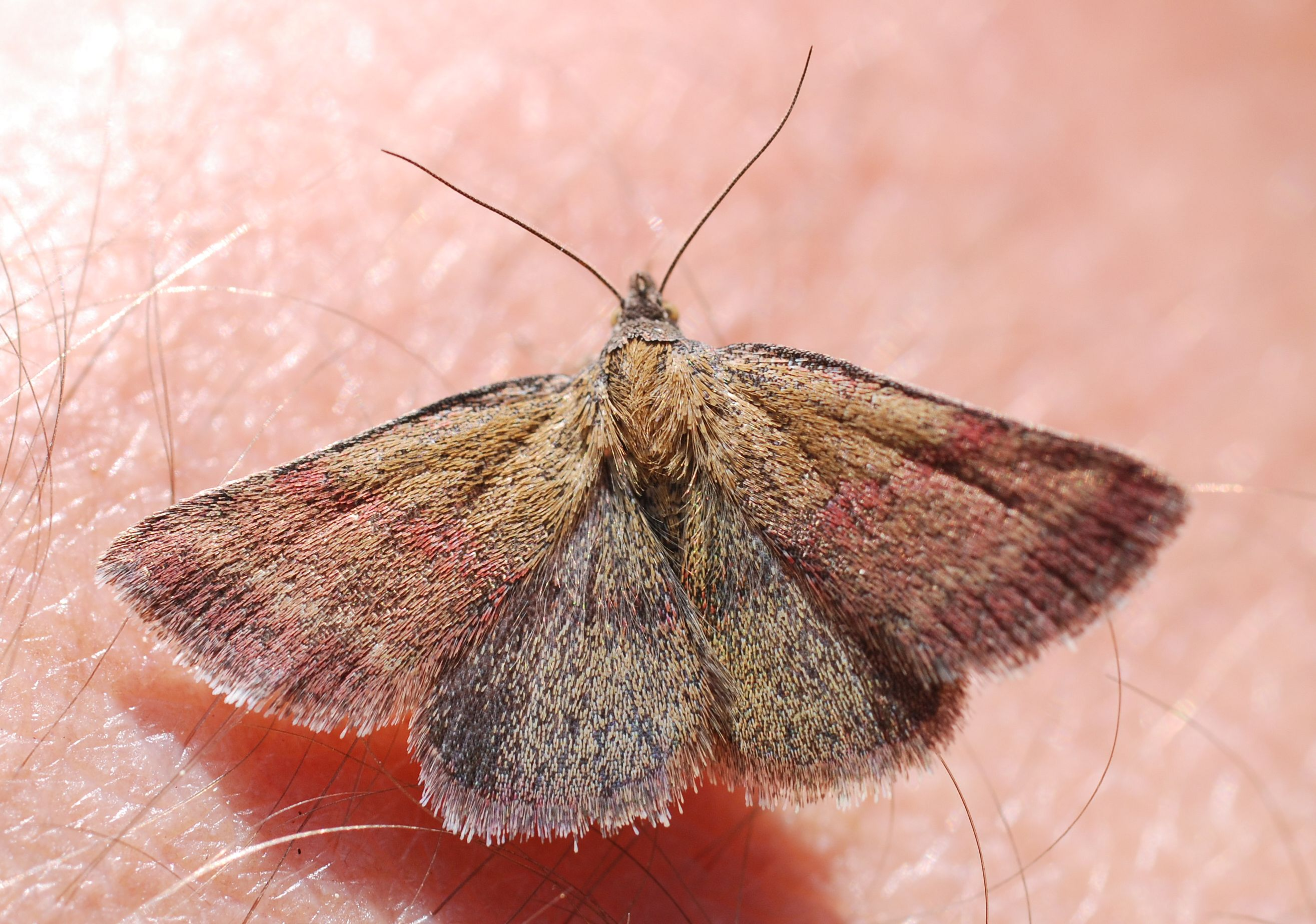
Dorsal view

Phytometra viridaria là một loài bướm đêm thuộc họ Erebidae. Nó được tìm thấy ở châu Âu.
Sải cánh dài 19–20 mm. Chiều dài cánh trước là 9–11 mm. Con trưởng thành bay từ tháng 4 đến tháng 8 tùy theo địa điểm.
Ấu trùng ăn Common Milkwort, Polygala serpyllifolia và Pedicularis sylvatica.

## Hình ảnh

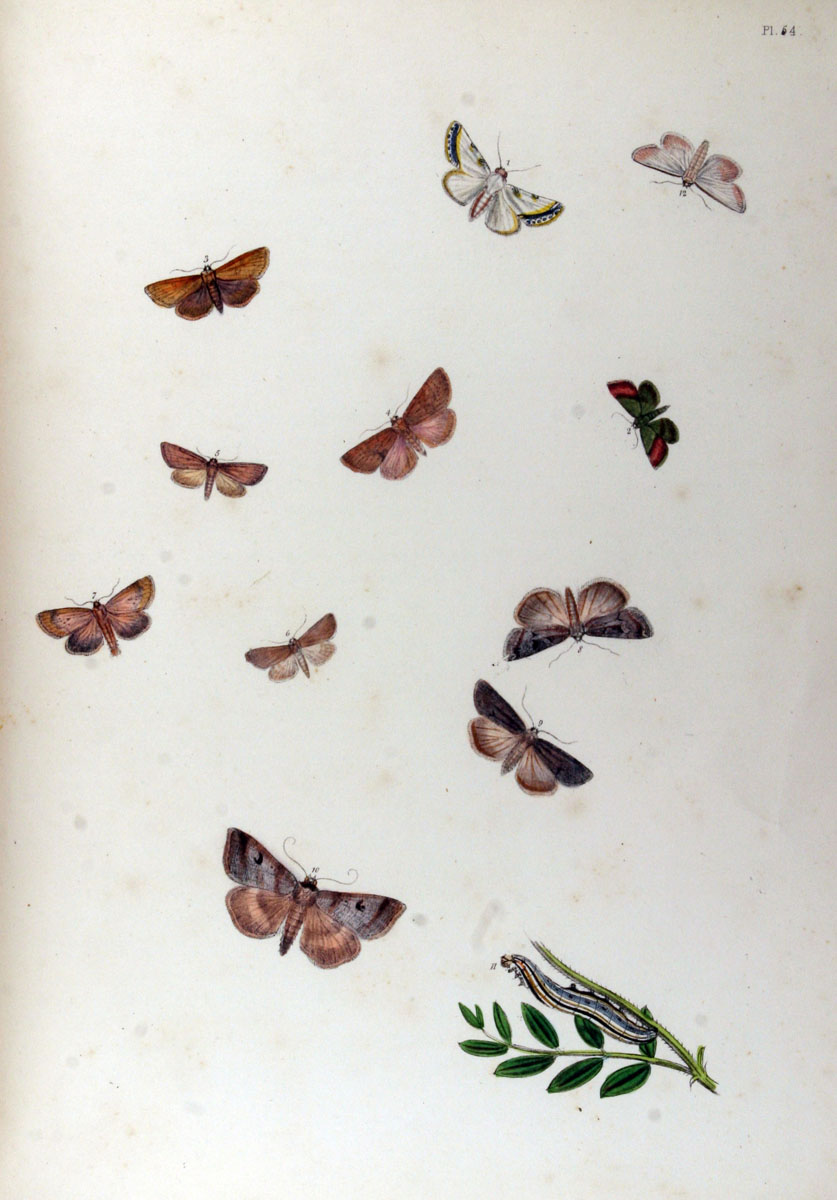
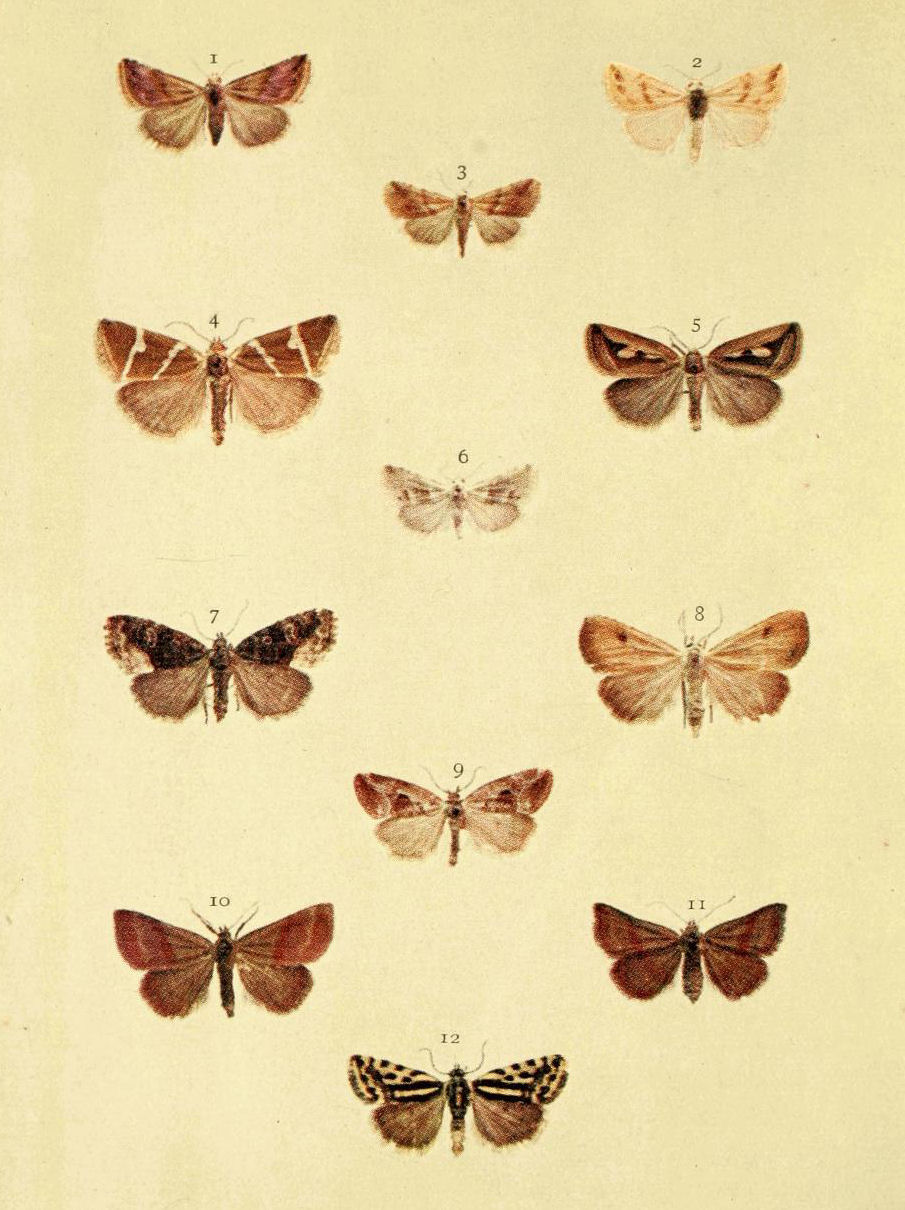
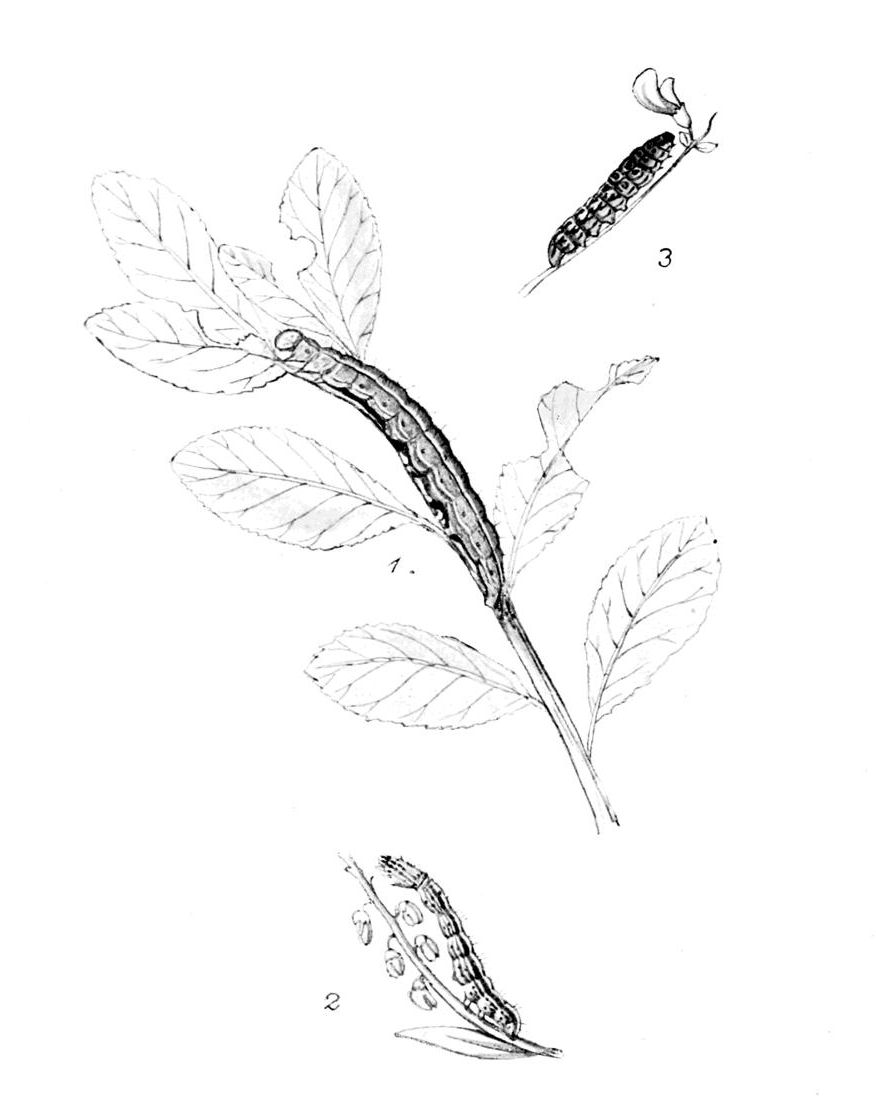